# Fenkuł włoski

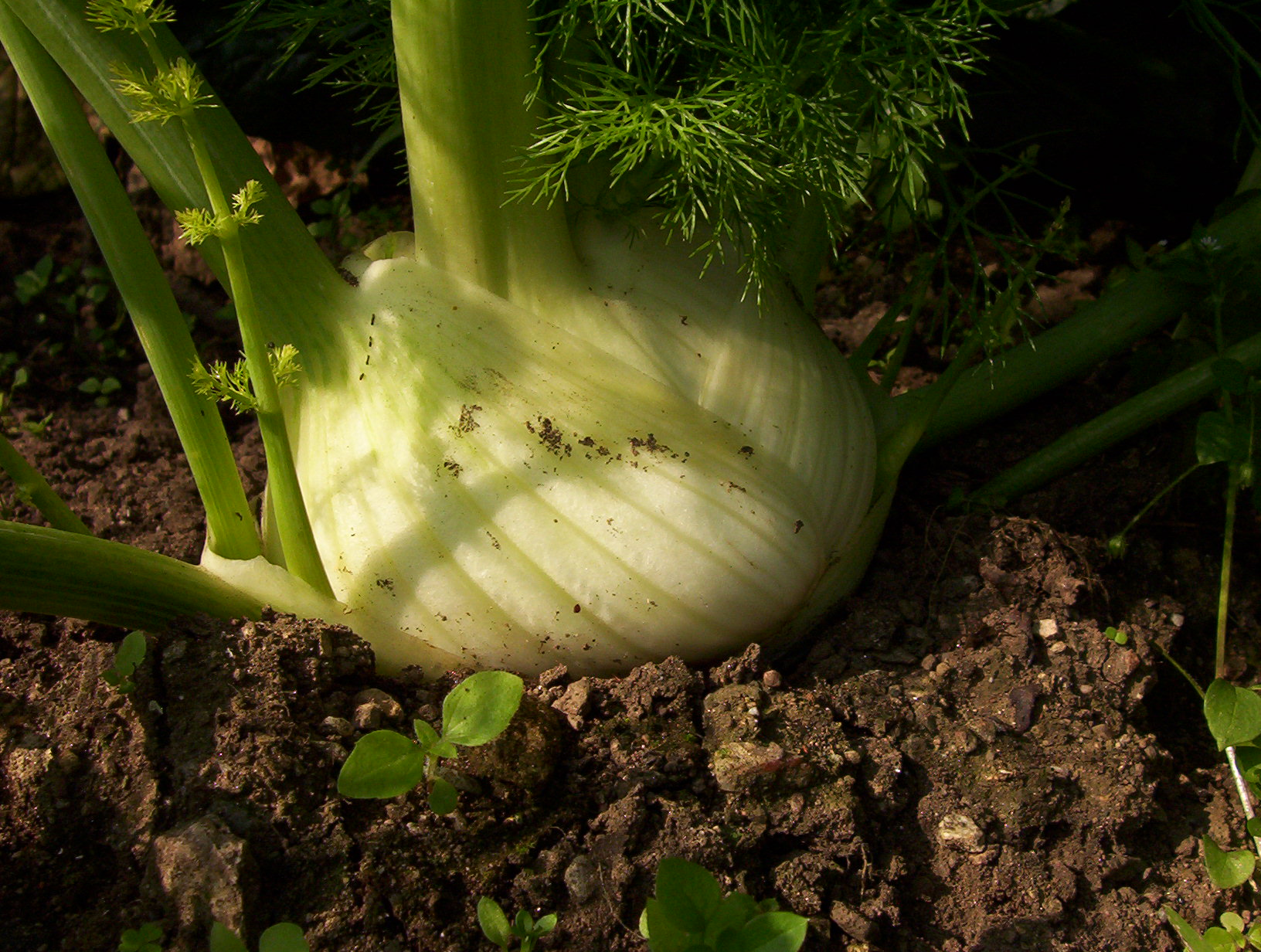
„Bulwa” fenkułu, czyli zgrubiałe pochwy liściowe tworzące cebulę.

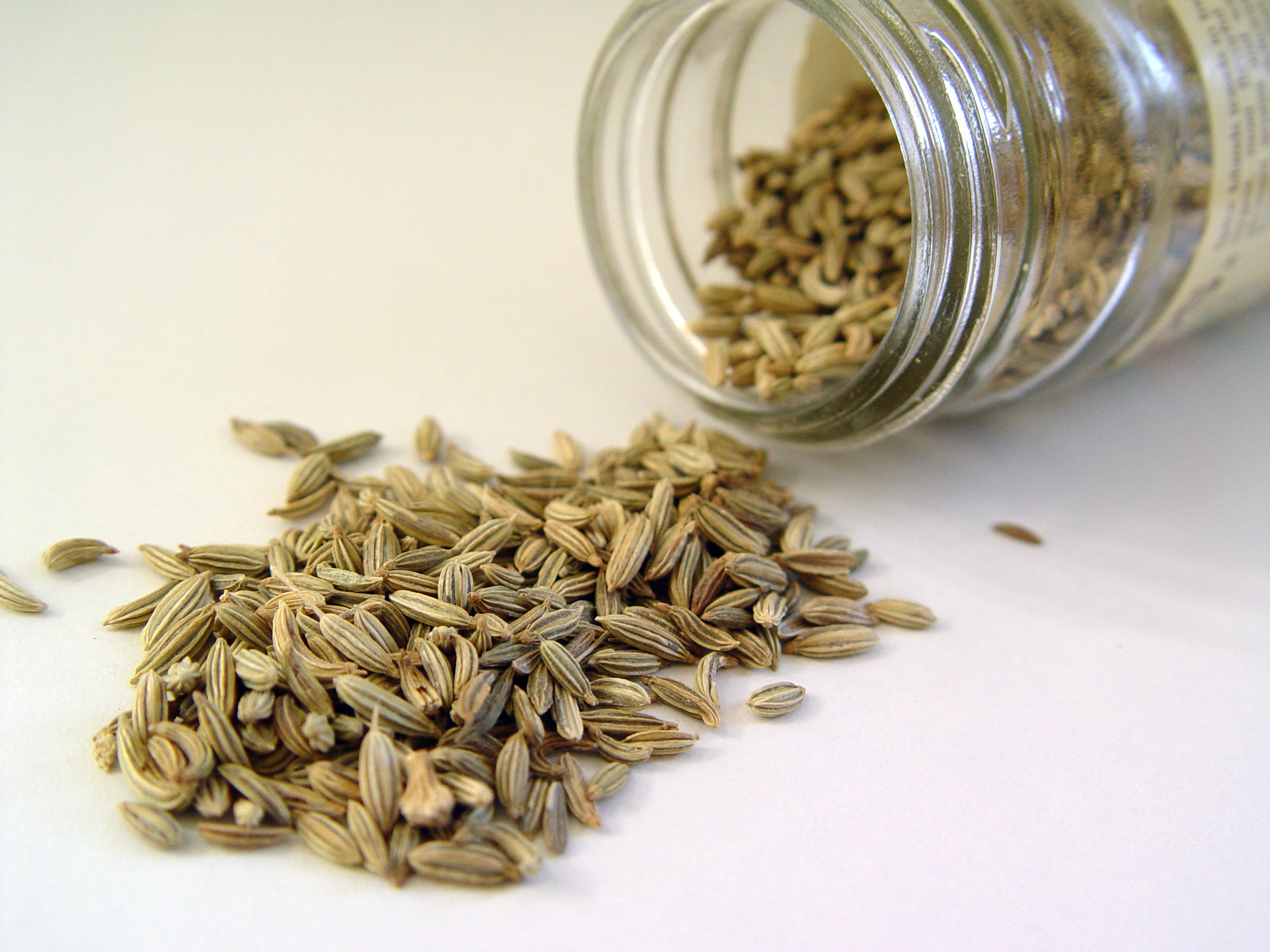
Owoce

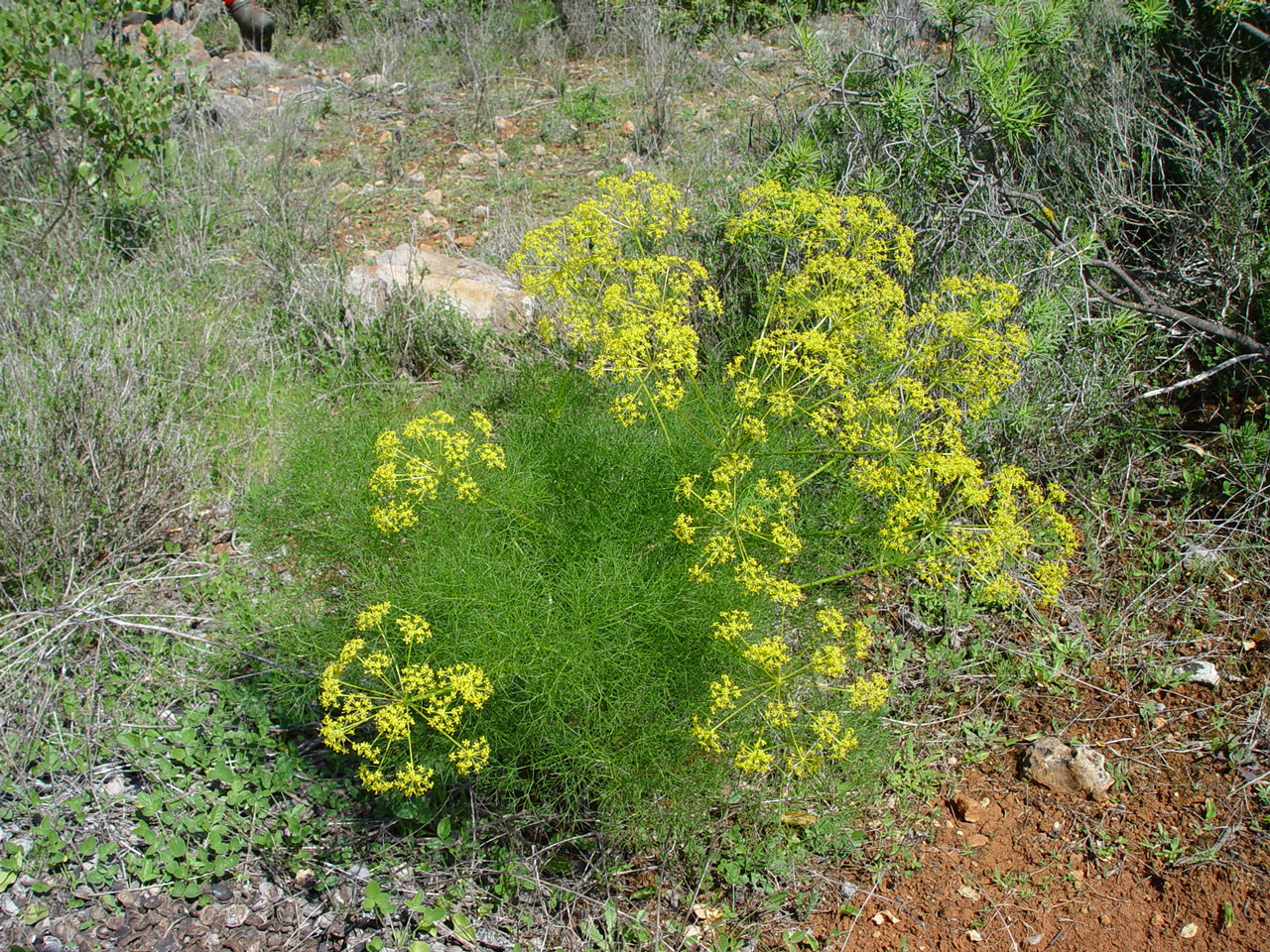
Roślina kwitnąca

Fenkuł włoski, koper włoski, koper słodki (Foeniculum vulgare Mill.) – gatunek rośliny dwuletniej, czasem byliny, zaliczany do rodziny selerowatych (Apiaceae). Gatunek jest bardzo zmienny (dwa podgatunki z kilkoma odmianami), uważany za jedynego przedstawiciela rodzaju fenkuł (Foeniculum Mill.) lub część zaliczanych tu taksonów wyodrębnianych jest w randze osobnych gatunków.

## Rozmieszczenie geograficzne
Występuje dziko w strefie śródziemnomorskiej oraz w Pakistanie, Iranie, Afganistanie, najdalej na wschodzie sięgając Nepalu. Rozprzestrzenił się także jako gatunek zawleczony poza obszarami swojego rodzimego występowania: w Mikronezji, Australii, Nowej Zelandii, Wielkiej Brytanii, Meksyku, USA, na Hawajach, w Makaronezji oraz w Środkowej i Południowej Ameryce.
Jest uprawiany w wielu rejonach świata, w tym także w Polsce.

## Morfologia
PokrójNaga roślina zielna osiągająca wysokość od 0,8 do 1,5 m, czasem do 2 m.
KorzeńWrzecionowaty, o grubości do 1 cm, białawy.
ŁodygaRozgałęziająca się, pełna, obła i kreskowana na powierzchni, pokryta nalotem woskowym nadającym jej modry kolor.
LiścieDolne ogonkowe, górne siedzące na pochwiastych nasadach. Pochwy liściowe rozdęte. Blaszki liści w zarysie trójkątnie jajowate lub trójkątne, trzykrotnie lub czterokrotnie pierzaste, o odcinkach równowąskich, na końcach z chrząstkowatym ostrzem.
KwiatyDrobne, zwykle obupłciowe, żółte, zebrane w baldaszki, a te w liczbie od 4 do 25 w baldachy złożone tworzące się na szczytach pędów. Pokryw i pokrywek brak. Kielich jest wałeczkowaty, bez ząbków. Płatki osiągają 1 mm długości, na szczycie słabo lub wcale nie wycięte, ale zwieńczone łatką.
OwoceRozłupnie o prawie walcowatym kształcie, z zaokrągloną podstawą i węższym szczytem uwieńczonym dużym podszyjczem. Zazwyczaj ma 3–12 mm długości i 3–4 mm szerokości. Rozłupki są gładkie. Każda ma 5 wyraźnych, drobnych, wypukłych żeberek. Owoc odmiany gorzkiej jest barwy zielonawobrunatnej, brunatnej lub zielonej, natomiast odmiany słodkiej jest jasnozielony lub jasnożółtawobrunatny.

## Biologia
Roślina dwuletnia i bylina, czasem w uprawie jako roślina jednoroczna. Kwitnie od lipca do października. Liczba chromosomów 2n = 22.

## Podgatunki i odmiany
- Foeniculum vulgare Mill. subsp. piperitum (Ucria) Cout. (syn. Foeniculum piperitum (Ucria) Sweet)[4] – fenkuł włoski pieprzowy[13]
- Foeniculum vulgare Mill. subsp. vulgare – fenkuł włoski zwyczajny[13]
  - var. vulgare[4] – odmiana zwyczajna (gorzka)[13]
  - var. dulce  (Mill.) Batt.[4] – odmiana słodka[13]
  - var. azoricum  (Mill.) Thell.[4] – odmiana azorska[13]

## Zastosowanie

### Roślina lecznicza
Surowiec zielarski
- Owoc kopru włoskiego odmiany gorzkiej (Foeniculi amari fructus) – suche rozłupnie i rozłupki odmiany vulgare zawierającej nie mniej niż 40 ml/kg olejku eterycznego, w którego skład wchodzi co najmniej 60,0% anetolu oraz 15,0% fenchonu[12].
- Owoc kopru włoskiego odmiany słodkiej (Foeniculi dulcis fructus) – suche rozłupnie i rozłupki odmiany dulce zawierającej nie mniej niż 20 ml/kg olejku eterycznego, w którego skład wchodzi minimum 80,0% anetolu[12].

DziałanieOwoce są używane jako środek wykrztuśny, dzięki zawartym w nich olejkowi eterycznemu, który pobudza błony śluzowe dróg oddechowych. Działa mlekopędnie i przeciwzapalnie.

### Roślina kosmetyczna
Napar może być stosowany do przemywania tłustej skóry. Olejek fenkułowy stosowany jest w mieszankach zapachowych dodawanych do past do zębów, płynów do płukania ust, mydeł i innych kosmetyków. Nasiona fenkułu żuje się dla odświeżenia oddechu.

### Sztuka kulinarna
- Owoce. Mają słodkawy, nieco pikantny smak[17], porównywany do smaku anyżu lub lukrecji[18]. Charakteryzuje je silny anyżkowy zapach. Używane są jako aromatyczna przyprawa do mieszanek ziołowych. Owocami przyprawia się:
  - kompoty[17]
  - sosy (w tym sosy słodkie[17], np. chutneye[16])
  - warzywa[16] (kapusta, buraki ćwikłowe, gotowane kalafiory, brokuły i ziemniaki[17])
  - warzywa curry (kuchnia indyjska)[18]
  - mięsa[16] (zwłaszcza mięso pieczone na rożnie[17])
  - potrawy z ryb[16] i owoców morza
  - sery (w kuchni włoskiej)[17]
  - pieczywo[16] (zwłaszcza w kuchni francuskiej[17]).

Ze względu na wysoką zawartość olejków eterycznych anyżu, napar z nasion kopru włoskiego jest popularnym napojem – np. w Niemczech.
- Liście. Drobnymi, pierzastymi liśćmi przyprawia się przede wszystkim potrawy z ryb[19].
- Zgrubiałe pochwy liściowe zachodzące na siebie i tworzące coś na kształt cebuli. Jadane na surowo w formie surówek, a także w formie pieczonej i gotowanej[20].

### Roślina ozdobna

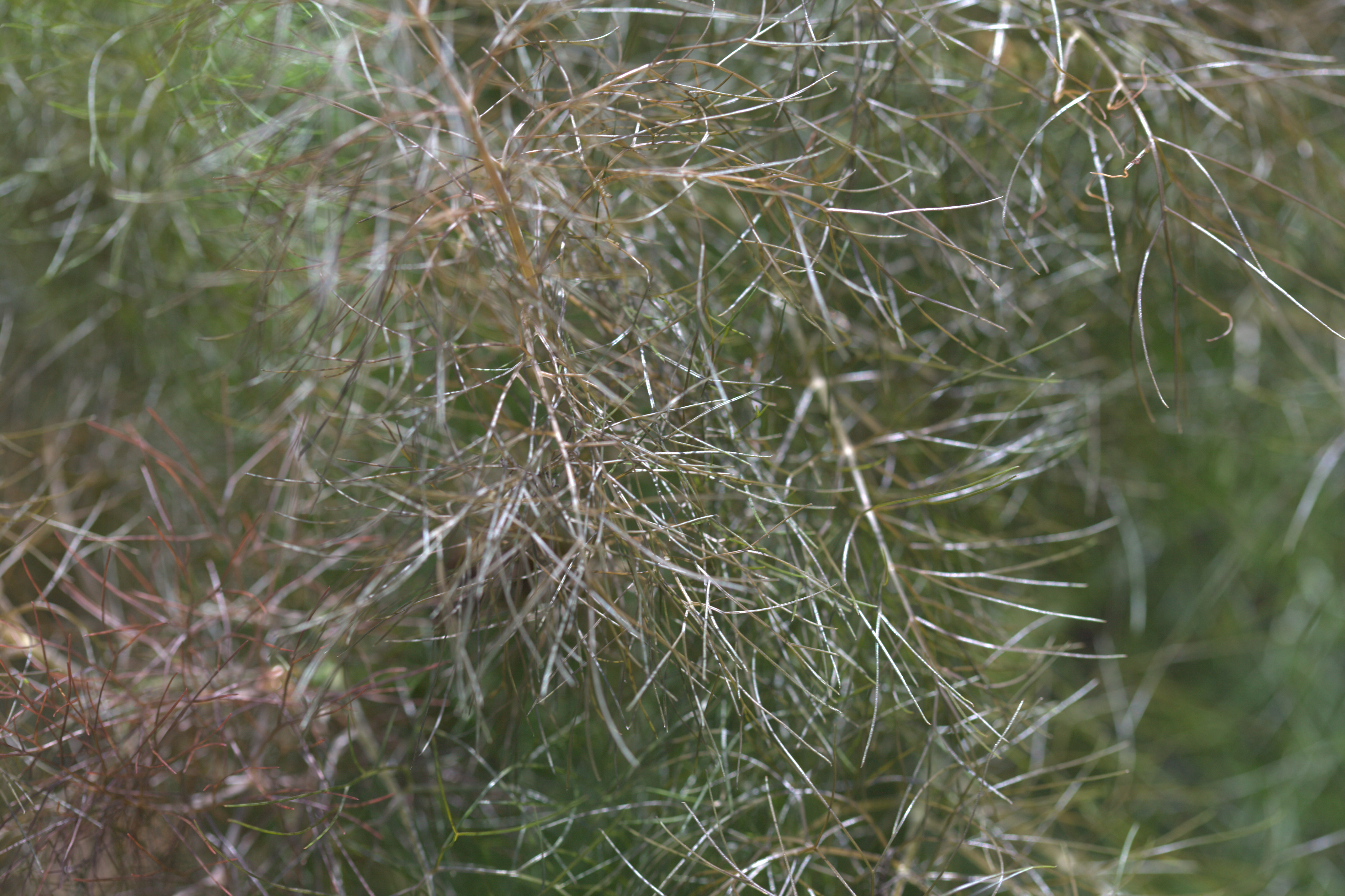
Liście odmiany czerwonolistnej

Bywa uprawiany jako kwiatowe obramowanie rabaty. Istnieje ozdobna odmiana 'Purpurascens' o drobno dzielonych liściach, brązowych za młodu.

## Uprawa
Ma duże wymagania termiczne, preferuje ciepłe, dobrze nasłonecznione, osłonięte od wiatru miejsca. Strefy mrozoodporności 5–10. Gleby o dużej zawartości próchnicy, przepuszczalne, o wysokiej zawartości składników pokarmowych i odczynie zasadowym. Rozmnaża się przez nasiona, które wysiewa się na rozsadniku w kwietniu–maju. Plon z jednego hektara wynosi 1–2 ton.